# Eleição especial para o 2º Distrito Congressional de Nevada em 2011

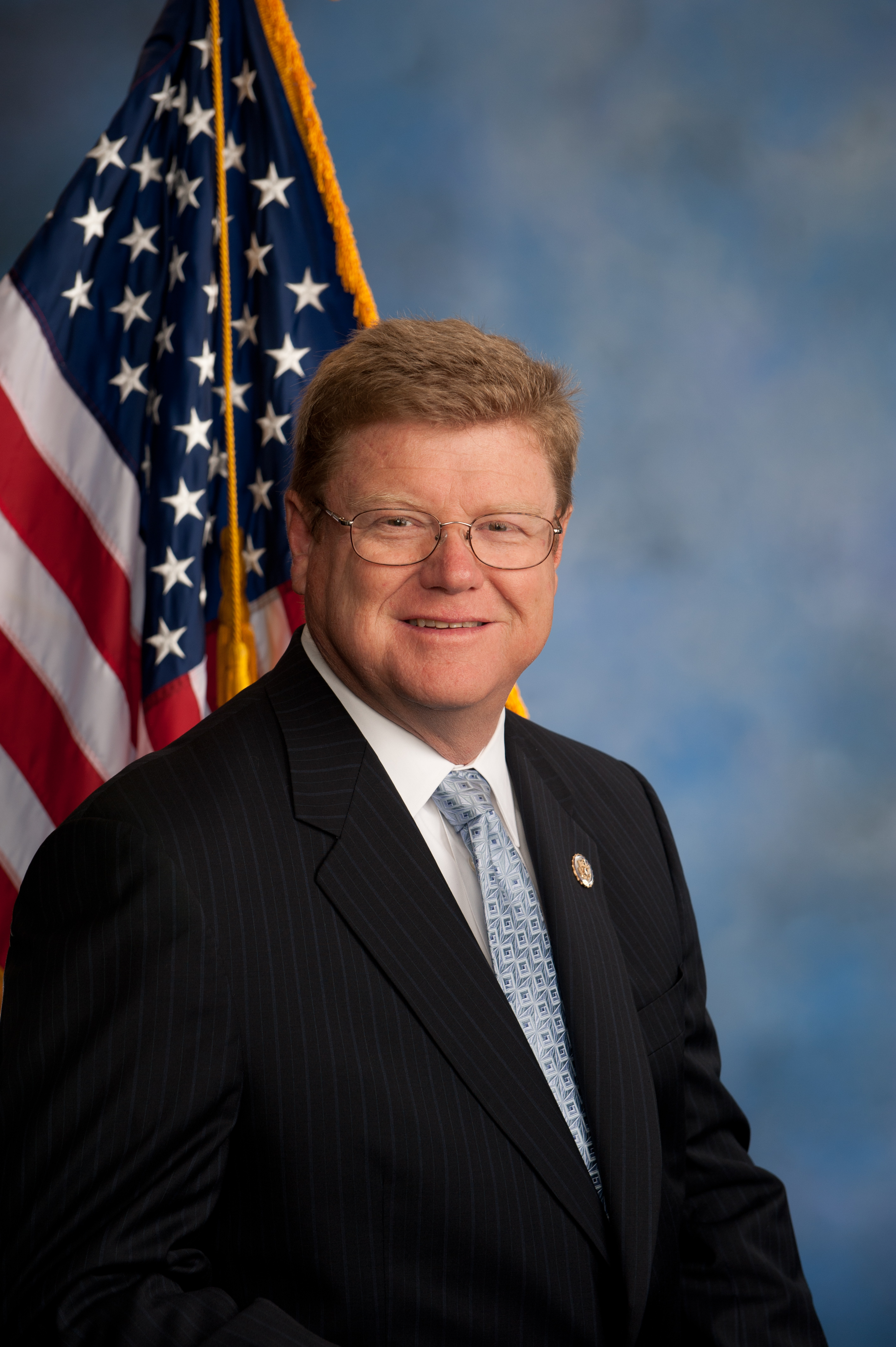
Mark Amodei assumiu o cargo de representante do 2º distrito de Nevada em 15 de setembro de 2011.

A Eleição especial para o 2º Distrito Congressional de Nevada em 2011 foi realizada em 13 de setembro de 2011, para preencher a vaga criada pela renúncia do republicano Dean Heller, que foi nomeado para o Senado dos Estados Unidos.
A Associated Press apenas depois de 10 horas, horário local, com 44% dos votos apurador, deu vitórdia a Mark Amodei com 57% dos votos contra 37%. Amodei venceu a eleição por uma margem de 58% a 36%.

## Resultados
|  | Republicano | Mark Amodei   | 74.976 | 57,93% |
|  | Democrata   | Kate Marshall | 46.669 | 36,06% |